# 城西大学理事長汚職事件
城西大学理事長汚職事件（じょうさいだいがくりじちょうおしょくじけん）は、日本の学校法人でおきた汚職事件。

## 概要

### 事件の経緯
2017年4月19日に学校法人城西大学では、この時点での前理事長だった時代に不適切な支出などがあった疑いがあるとして、弁護士や公認会計士などで構成する会計調査委員会を設置することを発表した。法人側によると、使途や根拠が不明瞭な支出が多かったために2011年から2016年12月までを対象とした内部調査を行ったところ、不正な支出は1億5千万円にものぼるとのこと。前理事長の母親の功労金という名目で1億円が支払われていたほか、創立者への仏前という名目で年に複数回50万円ずつが支出されていた。これに対して前理事長の代理人は事実無根と反論。前理事長の父親が創立者で母親が2代目理事長で前理事長は3代目理事長であった。前理事長は2016年11月30日に退任して、元文部科学省事務次官が理事長に選任されていた。
2017年5月19日に学校法人城西大学の前理事長は、自らが不正支出に関与したかのような記者発表が行われたとして、学校法人城西大学などを相手取り損害賠償と謝罪広告をもとめる訴えを東京地方裁判所に起こしたことが発表された。訴状によると元理事長というのは創立者の次女で、1983年から城西大学などで教授を務め、2004年に学校法人城西大学の理事長に就任していた。だが2016年11月の理事会で理事であり元文部科学省事務次官であった人物からの解任の緊急動議によって理事長は辞任して、解任の緊急動議を出した理事が理事長に就任していた。同年4月に学校法人城西大学が不正を発表した際には、元理事長には事実確認を求めず反論の機会も与えていなかった友と理事長は主張。
2017年9月8日に学校法人城西大学は、前理事長は2004年から2016年にかけて少なくとも4億円の不適切な支出に関わったという報告書を発表した。理事会の決議を経ずに前理事長の母親であった前名誉理事長への報酬や退職金の過大な支払いと、米国への出張が実態が不明確で業務として認められないということであった。名誉理事長であった人物に最大で月280万円の報酬と1億6800万円の退職金を支払っていたのであるが、名誉理事長の報酬に関する規定はなく理事会を経ずに支払ったことが不適切とされたほか金額も妥当ではないとされた。これに対して前理事長の代理人弁護士は調査は杜撰で公平ではなく、理事会の決議に基づいていたと反論する。
2018年5月31日に学校法人城西大学が設置した会計調査委員会は、前理事長の時代の2004年から2016年までの支出総額5億3700万円について、理事会の決議を経ていないなどの理由で不適切であったとする最終報告書をまとめたということが発表される。2017年の第一次報告書では、前理事長で名誉理事長だった母親への約4億700万円の報酬は不適切であったと認定されていた。最終報告書では2008年に前理事長に退職金と言う名目で1億620万円が支払われていたものの、実際には理事長の職を辞めておらず、理事会の決議もなく行われていたという新たな不適切な支出も認定された。元理事長一族の法事が行われるたびに50万円までが支出されていたことも問題視された。

### 事件の対応
2017年4月には元理事長であった人物を支援する会が設立された。この元理事長はジェンダー学の分野で活躍する人物であったとのことで、この分野からの元理事長への支持が集まっていた。元理事長への支援に賛同する人物は、大学教授らが名を連ねている。
2017年12月26日に元理事長であった人物は『奪われた学園』という書籍を出版し、これは元文部科学省の複数の人物が主導した乗っ取り劇で、文部科学省の権威を悪用した官製クーデターであると指摘している。このことについては2018年7月20日の国会で質問されている。同年7月31日の国会での答弁書では、学校法人城西大学から新監事も出席した理事会においてその概要が説明されて承認されたとのことで、文部科学省においては更なる調査や指導は必要ないと考えるとのことであった。
鵜澤與志之は『腐乱大学』という理事長を批判する書籍を出版。

### 裁判
学校法人城西大学の元理事長は、理事会での理事の発言により名誉を傷付けられたとして損害賠償を求める裁判を起こしていた。この裁判での第一審の判決は元理事長の勝ちで理事には損害賠償の支払いが命じられていたものの、2019年3月27日の第二審の東京高等裁判所での判決では第一審を覆して元理事長の負けになる。2019年9月3日に最高裁判所では元理事長の請求が棄却されたため、元理事長の負けになる東京高等裁判所での判決が確定した。訴えられていた理事は理事会で理事長のことを出鱈目な経営、超ワンマン、独裁者、女王様気取り、決断力がなく気まぐれ、最低の経営者などと発言していた。そして昨日のことを忘れていたこともあったために認知症にかかっているのではないかとも発言していた。
元理事長は2016年11月の理事会で辞任に追い込まれ、2017年2月には城西国際大学大学院院長を解任され、2017年4月3日付で突然2017年からの授業を開校しないと通知されていた。元理事長はこのことに対しての裁判を起こし、2020年2月には第一審判決が行われ、城西国際大学大学院院長という職の廃止と突然の授業閉校には一定の合理性があると判断されていた。
2021年7月1日には元理事長が不当に理事を解任されたとして地位確認と理事報酬を求めて起こされていた裁判の第一審判決が東京地方裁判所で行われ、そこでは2004年5月に理事長を退任した名誉理事長への退職金の支出は功労金との二重評価とされ、元理事長の解任は正当であると判断された。元理事長の代理人弁護士は、当時の理事会の意向に従って常務会で審議した上で支出を決めたものであり、裁量権の範囲を超えると判断されたことには疑問があると指摘して控訴することにした。
2022年4月28日に学校法人城西大学と元理事長の間には和解が成立した。元理事長が学校法人城西大学に和解金を支払うという内容で和解していた。この和解で学校法人城西大学と元理事長との間で争われていた一連の裁判は全て終了した。